# Mäntsälä
 Mäntsälä es un municipio de Finlandia, situado en la región de Uusimaa. Tiene 21.000 habitantes y un área de 596,10 kilómetros cuadrados. Fue fundado en 1585.
Mäntsälä es conocido por haber sido allí la rebelión de Mäntsälä en 1932. Terminó gracias al presidente Pehr Evind Svinhufvud.